# Mirotic
Mirotic è un singolo del gruppo musicale k-pop sudcoreano TVXQ uscito in Corea del Sud come singolo digitale il 21 settembre 2008 e come primo singolo dall'omonimo album. Il brano fu ripubblicato in giapponese il 15 ottobre 2008.

## Video musicale
Il video è stato girato il 2 settembre 2008 a Seul, in Corea del Sud. La versione coreana è stata lanciata il 21 settembre 2008. Esiste anche una dance version del video musicale.